# Comédie/Frise chronologique
Retour vers Comédie.
| Antiquité grecque                                                                     | Antiquité romaine                                                        | Antiquité romaine                                                        | Moyen Âge                                                 | XVe siècle                                                | XVIe siècle                                               | XVIIe siècle                                              | XVIIe siècle | XVIIIe siècle                                                                                                  | XIXe siècle                                                | XXe siècle                                                  |
| ------------------------------------------------------------------------------------- | ------------------------------------------------------------------------ | ------------------------------------------------------------------------ | --------------------------------------------------------- | --------------------------------------------------------- | --------------------------------------------------------- | --------------------------------------------------------- | --- | --- | ---------------------------------------------------------- | ----------------------------------------------------------- |
| Apparition de la parodie dans la Vieille Comédie (Aristophane)                        | →→→→→→→→→→→→→→→→→→→→→→→→→→→→                                             | →→→→→→→→→→→→→→→→→→→→→→→→→→→→                                             | →→→→→→→→→→→→→→→→→→→→→→→→→→→→                              | Recréation de la Parodie par Rabelais                     | Don Quichotte parodie les romans de chevalerie            | Molière parodie le mouvement Ridicule...                  | Comédie de Molière                                                                                                   | Comédie de Beaumarchais                                                                                        | →→→→                                                       | La Parodie apparaît dans des films américains               |
|                                                                                       |                                                                          |                                                                          |                                                           |                                                           | Comédie régulière                                         | Commedia dell'arte                                        | Comédie de Molière                                                                                                   | Comédie de Beaumarchais                                                                                        | Théâtre de la rue                                          | Théâtre de la rue                                           |
| Apparition de masques dans la Moyenne Comédie (Antiphane, Eubulos, Alexis)            | Les masques sont toujours présents (avec des accessoires plus nombreux). | Les masques sont toujours présents (avec des accessoires plus nombreux). | →→→→→→→→→→→→→→→→→→→→                                      | →→→→→→→→→→→→→→→→→→→→                                      | →→→→→→→→→→→→→→→→→→→→                                      | Commedia dell'arte                                        | Comédie de Molière                                                                                                   | Comédie de Beaumarchais                                                                                        | Théâtre de la rue                                          | Théâtre de la rue                                           |
|                                                                                       | Création de la farce, l'Atellane                                         | Atellane                                                                 | →→→→→→→→→→→→→→→→→→→→                                      | →→→→→→→→→→→→→→→→→→→→                                      | →→→→→→→→→→→→→→→→→→→→                                      | Commedia dell'arte                                        | Comédie de Molière                                                                                                   | Comédie de Beaumarchais                                                                                        | Théâtre de la rue                                          | Théâtre de la rue                                           |
| Mystères, fabliaux, bouffon                                                           | Mystères, fabliaux, bouffon                                              | Atellane                                                                 | Le Mystère est interdit en France                         |                                                           |                                                           | Commedia dell'arte                                        | Comédie de Molière                                                                                                   | Comédie de Beaumarchais                                                                                        | Théâtre de la rue                                          | Théâtre de la rue                                           |
| Farce                                                                                 | Création de la farce, l'Atellane                                         | Atellane                                                                 | →→→→→→→→→→→→→→→                                           | →→→→→→→→→→→→→→→                                           |                                                           | Commedia dell'arte                                        | Comédie de Molière                                                                                                   | Comédie de Beaumarchais                                                                                        | Théâtre de la rue                                          | Théâtre de la rue                                           |
| Farce                                                                                 | Création de la farce, l'Atellane                                         | Atellane                                                                 | Du mélange de la farce avec la moralité naît la sotie     | →→→→→                                                     | Basée sur la farce naît l'opéra-comique, et l'opérette    | Commedia dell'arte                                        | Comédie de Molière                                                                                                   | Comédie de Beaumarchais                                                                                        | Basée sur l'opérette naît la comédie musicale              |                                                             |
| Farce                                                                                 | Création de la farce, l'Atellane                                         | Atellane                                                                 | Création du burlesque par Rabelais                        | →→→→→→→→→→→→→→→→→→→→→→→→→→→→→→→→→                         | →→→→→→→→→→→→→→→→→→→→→→→→→→→→→→→→→                         | →→→→→→→→→→→→→→→→→→→→→→→→→→→→→→→→→                         | →→→→→→→→→→→→→→→→→→→→→→→→→→→→→→→→→                                                                                    | →→→→→→→→→→→→→→→→→→→→→→→→→→→→→→→→→                                                                              | Le burlesque apparaît dans les films de Chaplin.           |                                                             |
| En 82 av. J.-C, est créé le mime, basé sur l'atellane                                 | Création de la farce, l'Atellane                                         | Mime                                                                     | Mime                                                      | Mime                                                      | Mime                                                      | Mime                                                      | Mime | Le mime apparaît dans le théâtre de boulevard                                                                  | Le mime apparaît dans les films muets                      |                                                             |
| Création de la comédie de mœurs et de caractère par Ménandre dans la Nouvelle Comédie | →→→→→→→→→→→→→→→→→→→→→→→→→→→→→→→→→→→→→→→→→→→→→→→                          | →→→→→→→→→→→→→→→→→→→→→→→→→→→→→→→→→→→→→→→→→→→→→→→                          | →→→→→→→→→→→→→→→→→→→→→→→→→→→→→→→→→→→→→→→→→→→→→→→           | →→→→→→→→→→→→→→→→→→→→→→→→→→→→→→→→→→→→→→→→→→→→→→→           | →→→→→→→→→→→→→→→→→→→→→→→→→→→→→→→→→→→→→→→→→→→→→→→           | →→→→→→→→→→→→→→→→→→→→→→→→→→→→→→→→→→→→→→→→→→→→→→→           | La comédie de mœurs et de caractère est reprise par Molière.                                                         | La comédie de mœurs et de caractère est reprise par Beaumarchais                                               | →→→→→                                                      | La comédie de mœurs et de caractère apparaît dans des films |
| Apparition de la discussion philosophiques dans la comédie dorienne                   | →→→→→→→→→→→→→→→→→→→→→→→→→→→→→→→→→→→→→→→→→→→→→→→→→→→→→→→→→                | →→→→→→→→→→→→→→→→→→→→→→→→→→→→→→→→→→→→→→→→→→→→→→→→→→→→→→→→→                | →→→→→→→→→→→→→→→→→→→→→→→→→→→→→→→→→→→→→→→→→→→→→→→→→→→→→→→→→ | →→→→→→→→→→→→→→→→→→→→→→→→→→→→→→→→→→→→→→→→→→→→→→→→→→→→→→→→→ | →→→→→→→→→→→→→→→→→→→→→→→→→→→→→→→→→→→→→→→→→→→→→→→→→→→→→→→→→ | →→→→→→→→→→→→→→→→→→→→→→→→→→→→→→→→→→→→→→→→→→→→→→→→→→→→→→→→→ | →→→→→→→→→→→→→→→→→→→→→→→→→→→→→→→→→→→→→→→→→→→→→→→→→→→→→→→→→                                                            | Le théâtre est non seulement un divertissement innocent, mais aussi un moyen pédagogique : Voltaire et Diderot | →→→→→→                                                     | Art de Yasmina Reza                                         |
|                                                                                       | Création de la satire par Lucilius                                       | Création de la satire par Lucilius                                       | →→→→→                                                     | Rabelais utilise la satire                                | →→→→→→→→→→→→→→→→→→→→                                      | →→→→→→→→→→→→→→→→→→→→                                      | →→→→→→→→→→→→→→→→→→→→                                                                                                 | La satire est utilisée par Alain René Lesage en France, Sheridan[Lequel ?] en Angleterre                       | La satire apparaît dans le dessin sous forme de caricature | La satire apparaît dans le dessin sous forme de caricature  |
|                                                                                       |                                                                          |                                                                          | Création de la comédie humaniste.                         |                                                           |                                                           |                                                           | Création de la comédie sentimentale, et de la comédie larmoyante. Création de la comédie militante par Beaumarchais. | Cyrano de Bergerac, est une comédie dramatique                                                                 | Création du théâtre de l'absurde                           |                                                             |